# Glysing
Glysing är en medeltida frälsesläkt från Holstein. En gren av släkten kom till Sverige på 1200-talet, troligen därför att kung Magnus Ladulås drottning kom från samma område.

## Historik
Henrik Glysing lånade kung Magnus 114 mark rent silver mot pant i form av gods i Uppland. 1295 sålde han pantgodset Snytarstad (nu Snåtta) till S:ta Klara kloster i Stockholm. Han nämns senare i Kalmar-trakten och hör då till kung Birgers anhängare. Han levde ännu 1324 och var troligen gift med en dotter till riddaren Ragvald Puke.
Kettil Glysing (troligen svåger) kallas Kettil i sigillet och Puke i breven. Han nämns tidigast 1332 och dubbades till riddare 27 januari 1336 vid kung Magnus Erikssons kröning. Han nämns som riksråd 1344. Han levde ännu 1364. Hans hustru Ingeborg sägs 1377 ha varit änka i 13 år, varför han torde ha dött 1362 eller 1364. Ingeborg var dotter till Erik Turesson den äldre (Bielke) och Margareta Bengtsdotter (vingad pil).
Ätten utdog i Sverige på svärdssidan med Kettil Glysings son Erik Glysing (levde 1369), som under 1360-talets inbördeskrig var verksam på Öland för kung Albrekts räkning. På spinnssidan utdog den 1413 med Erik Glysings syster Katarina Glysingsdotter, vilken först var gift med Karl Ulfsson, en son till den heliga Birgitta. Sedan denne dött i Neapel 1372, gifte hon om sig med en av de med kung Albrekt inkomna tyskarna, riddaren Johan Moltke, som stupade i Västergötland mot drottning Margareta 1389. En av deras döttrar, Margareta (död 1413) blev gift med drotsen Kristiern Nilsson (Vasa) i dennes första äktenskap.